# 李春燁
李春燁（1571年—1637年），字侯质，号二白。福建邵武府泰宁城西放坑尾村人。明朝政治人物。天启年间因结交魏忠贤而迅速升职，官至戎政兵部尚书，加少保兼太子太师。

## 生平
万历三十四年（1606年）丙午科福建鄉試第五十四名舉人，四十四年（1616年）丙辰科三甲十二名进士，年已四十六岁。通政司觀政，任行人司行人，泰昌元年十月升任工科给事中，天啓二年四月升户科右，三年二月勘查原任登莱巡抚陶朗先和募兵御史游士任侵冒兵饷一案，四月升吏科左，九月升刑科都，四年九月升湖廣右参政，本年养病，不久起为太僕寺少卿。六年二月升兵部右侍郎，閏六月轉添设左侍郎，尋升协理京营戎政兵部尚书，十月以皇極殿完工加恩，加太子太保，七年七月以母年九十，乞终养不允，寻再疏请，命加太子太傅，驰驿以归。八月叙宁锦功，升一级，加太子太师，荫一子入监读书，赏银四十两、大红紵丝二表里。又叙殿工，加少保兼太子太师。
熹宗驾崩后，魏忠贤倒台，崇祯三年（1630年），李春烨被归为阉党同伙，但被列为第五等，交款后革职回乡。崇祯十年（1637年）卒。
其故居至今尚存，已作为泰宁尚书第建筑群被列入中华人民共和国全国重点文物保护单位。

## 家族
曾祖李廷辉，教授。祖父李富，冠带。父李純行。